# عوز الهرمون الموجه لقشر الكظر
ينتج عوز الهرمون الموجه لقشر الكظر (بالإنجليزية: Adrenocorticotropic hormone deficiency)‏ عن نقص أو غياب إنتاج الهرمون الموجه لقشر الكظر (ACTH) من الغدة النخامية. يمكن أن يترافق مع المورثةTBX19.

## الأعراض
تشمل الأعراض ضعف ووهن، نقص سكر الدم، فقدان الوزن، ونقص شعر الإبط والعانة. يمكن أن يكون إما معزول أو جزء من اضطراب كامل وظيفة النخامة. يمكن أن يكون مهدد للحياة إذا لم يتم تشخيصه. 

## التشخيص
عادة ما يتم تشخيصه على أساس ACTH أو اختبار تحمل الأنسولين بالاقتران مع الأعراض السريرية.

## العلاج
يتم العلاج بالهيدروكورتيزون. 

## روابط خارجية
قالب:Transcription factor/coregulator deficiencies